# Quintanas (Segovia)
Quintanas es un despoblado español  perteneciente al municipio de Carbonero el Mayor, en la provincia de Segovia, en la comunidad autónoma de Castilla y León. Se encuentra a poca distancia del Santuario de Nuestra Señora del Bustar. Del antiguo poblado solo quedan en pie las ruinas de lo que fue su iglesia, llamada «ermita de San Miguel de Quintanas» y conocida popularmente como «Paredón de San Miguel». A su alrededor todo son campos de labor.

## Historia
Se tiene noticia de la existencia de este poblado a través de los documentos fechados en 1204 que se guardan en la catedral de Segovia en los que se habla sobre los préstamos de vestuario concedidos por el obispo Gonzalo a sus canónigos y se hace mención de Martinus Maior a quien correspondía Quintanas de Piro. Este topónimo no es otro que Quintanas que por entonces ostentaba el añadido del río Pirón que pasa por su término. En el año 1210 pierde dicho añadido y aparece en otro documento como «Quintanas, lugar enclavado entre la villa de Cuéllar y el concejo de Aguilafuente».
Quintanas aparece en un documento eclesiástico del Archivo Catedralicio de Segovia que data del 1 de junio de 1247, como consecuencia de las relaciones de préstamo efectuadas por la mesa episcopal y por la de los canónigos a los colonos que trabajan las tierras propiedad de la Iglesia, entonces pagaba 5 maravedís lo cual indica su muy pequeño tamaño. En 1597 siendo también una población muy pequeña se cita como San Miguel de Quintanas.

## La ermita
Está consagrada a San Miguel. Sólo quedan en pie unas pobres ruinas sobre una ladera, conocidas vulgarmente como «el Paredón de San Miguel» en cuyo entorno se contempla una gran extensión de tierras de labor y empresas de ganadería. Puede apreciarse que tuvo planta basilical de una nave, presbiterio con tramo recto y ábside semicircular. De aquella fábrica se mantiene en pie el ábside y el muro sur y una pequeña muestra del arranque del tramo recto por el norte. Los materiales y el sistema de construcción son mampostería de calicanto, pizarra y ladrillo; el ladrillo se empleó en la ventana de medio punto y doble rosca del ábside y en la ornamentación del friso en esquinillas y de la imposta que recorre este espacio. Queda a la vista el arranque de la bóveda de horno del ábside y de la de medio cañón que cubriría el resto del edificio. Pueden apreciarse todavía en el muro sur dos credencias que servirían para depositar los enseres de la liturgia.
Esta iglesia se mantenía en uso en el siglo XVI pero en los últimos años empezó el deterioro por lo que se optó por trasladar los objetos litúrgicos al santuario del Bustar.

Ruinas de la ermita de San Miguel
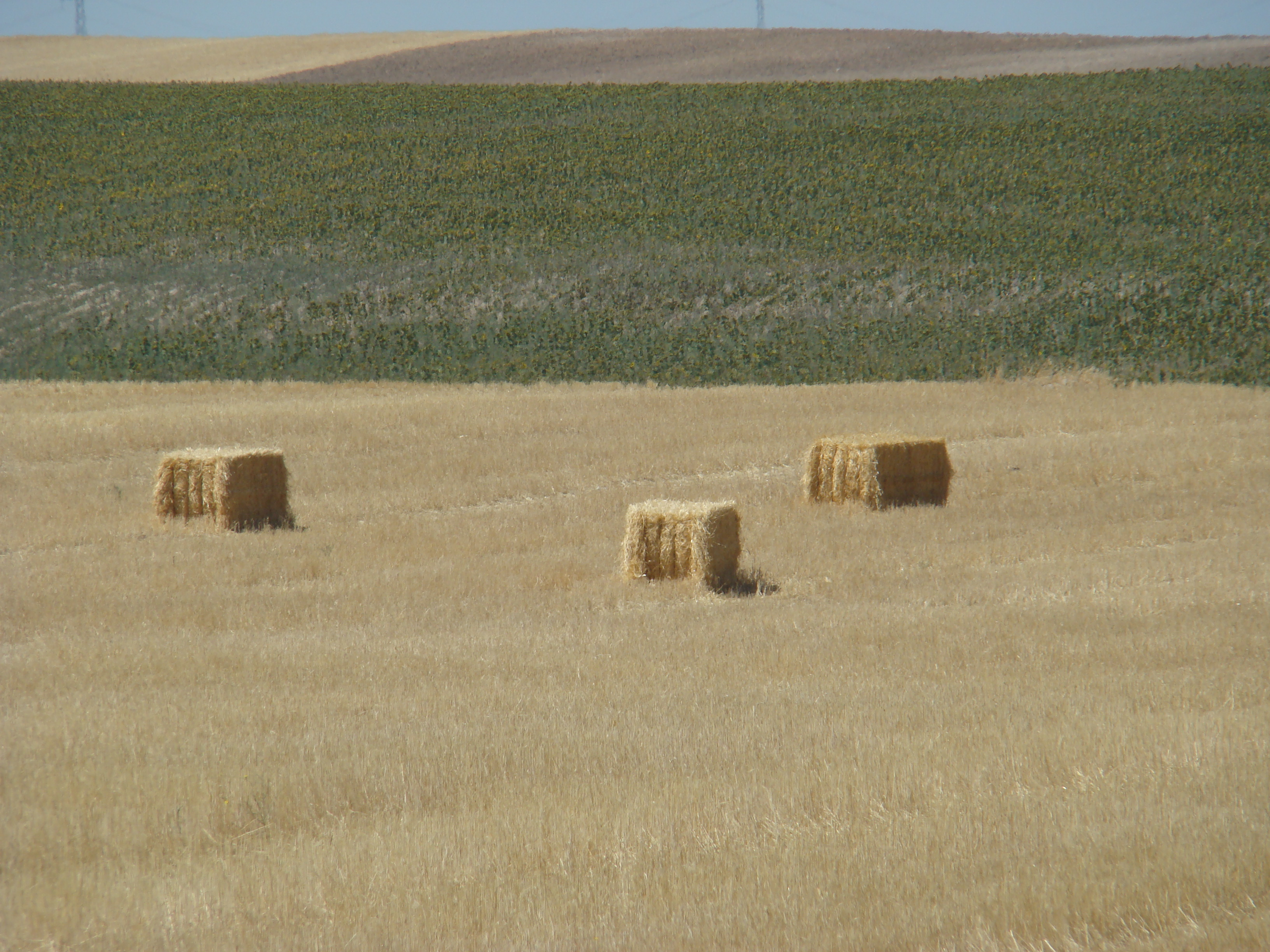
Tierras que pertenecieron al poblado de Quintanas
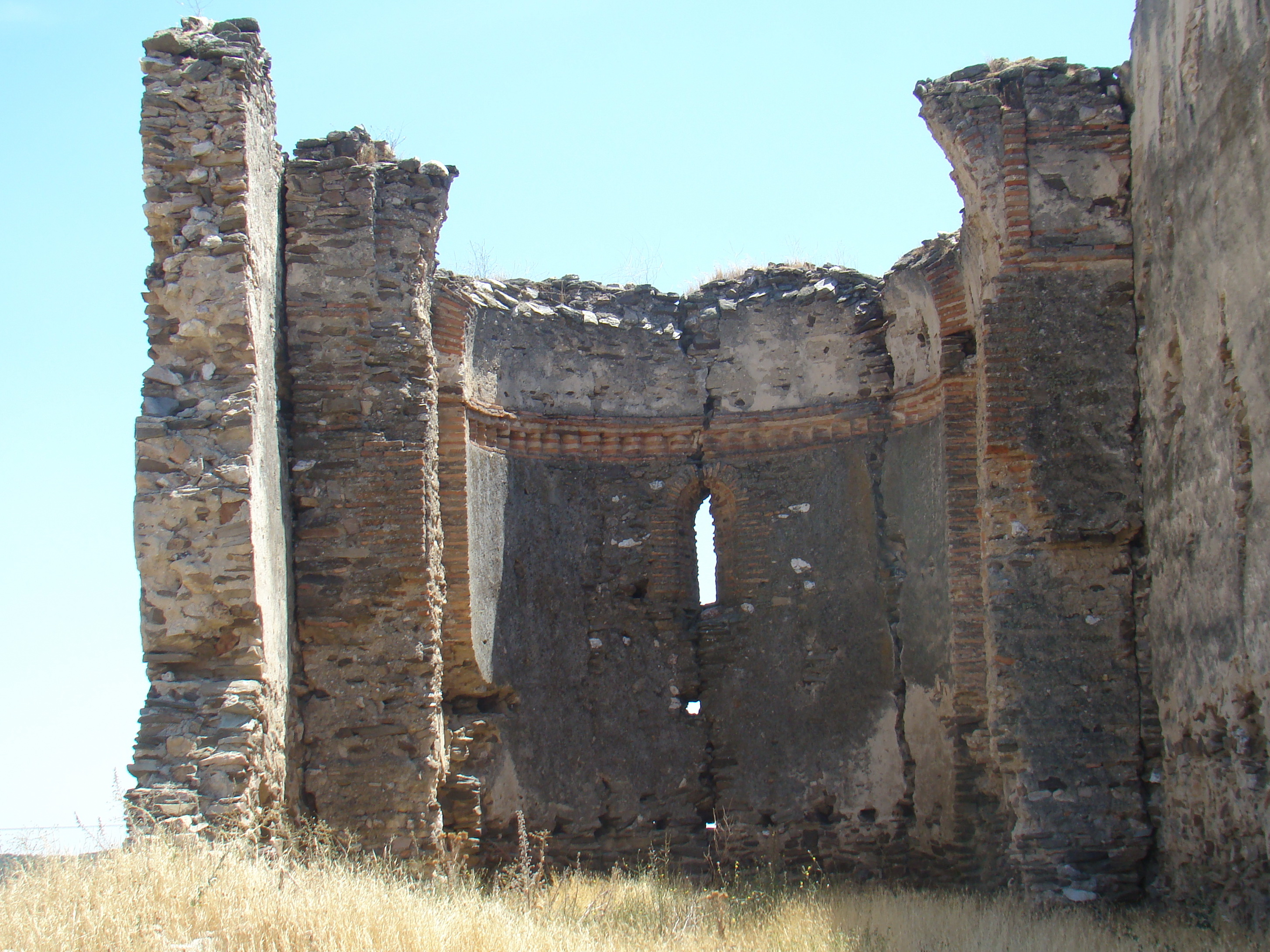
El ábside por el interior
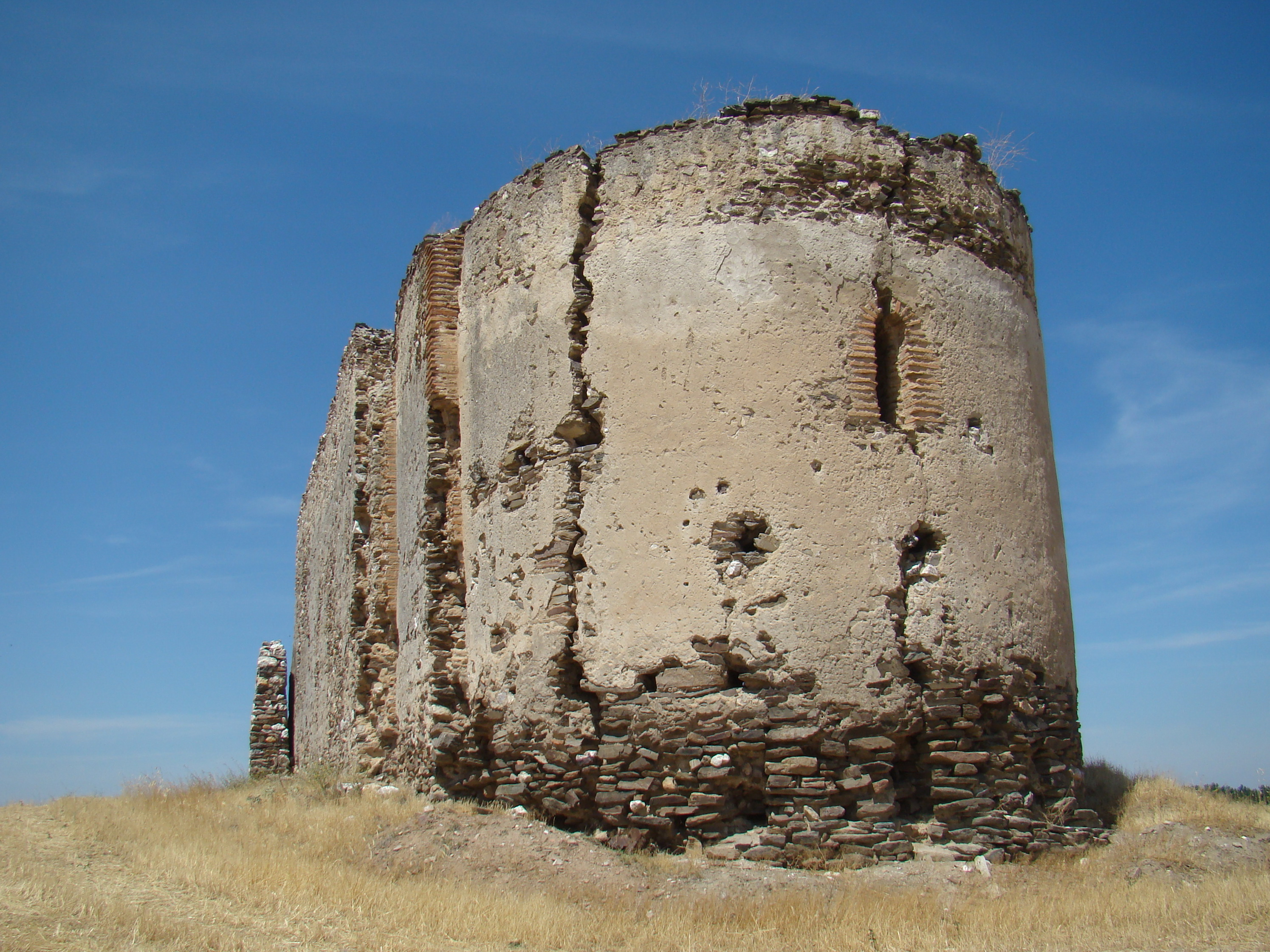
El ábside por el exterior y lo que queda del muro sur
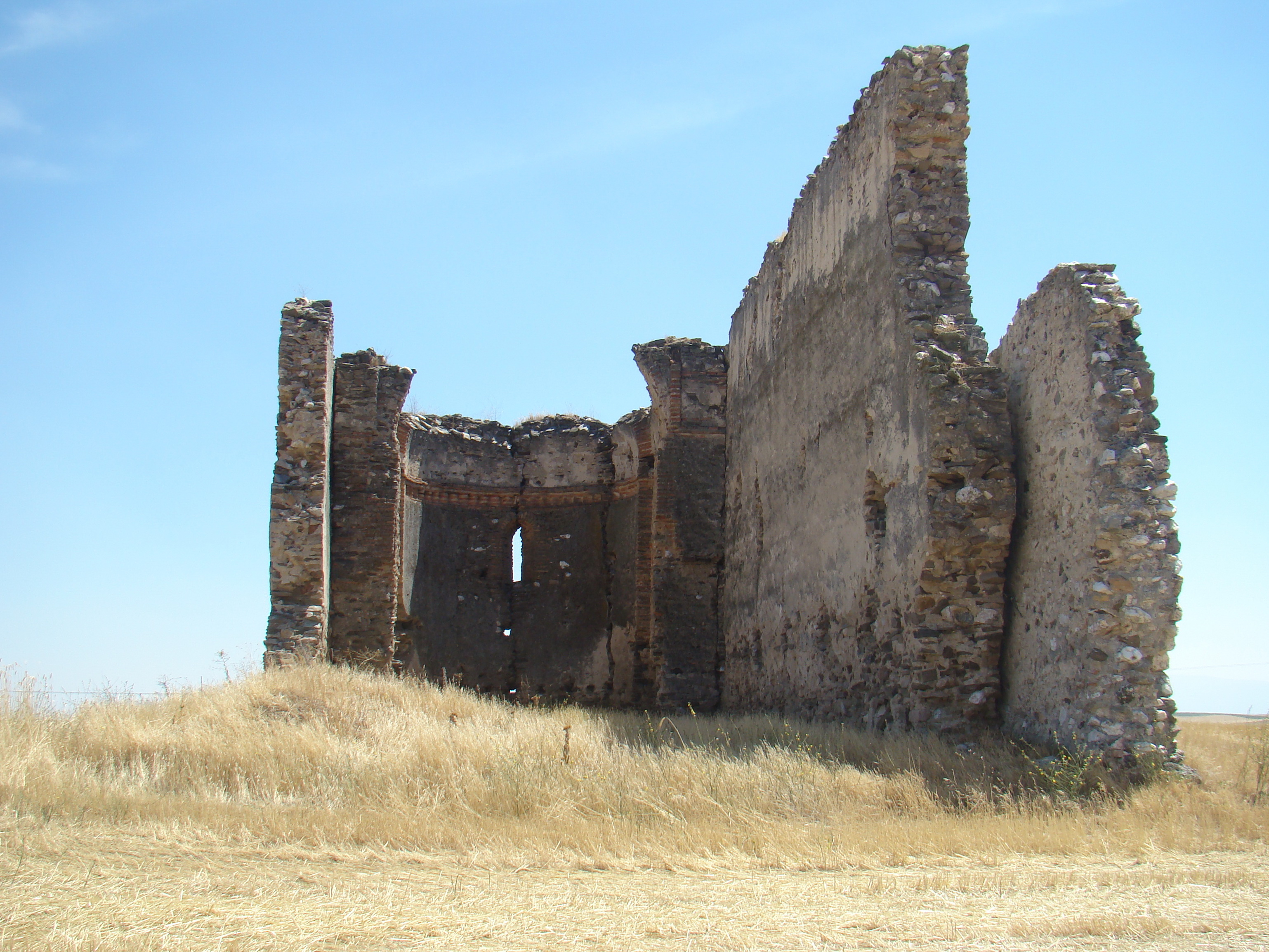
Vista general de las ruinas desde el oeste